# Foundation for Political, Economic and Social Research
La Foundation for Political, Economic and Social Research (Fondazione per la ricerca politica, economica e sociale; in turco: Siyaset, Ekonomi ve Toplum Araştırmaları Vakfı, SETA) è un think tank politico con sede ad Ankara, in Turchia.
Fu istituito nel 2006 con l'obiettivo di elaborare "conoscenze e analisi aggiornate e accurate nei settori della politica, dell'economia e della società" e di informare "i responsabili politici e il pubblico sull'evoluzione delle condizioni politiche, economiche, sociali e culturali."
A partire dal 2014, il suo coordinatore-capo è Burhanettin Duran. Il gruppo si definisce indipendente, senza scopo di lucro e apartitico, ma è descritto dal settimanale tedesco Deutsche Welle come un controllato dal presidente Recep Tayyip Erdoğan. Le sedi si trovano a Istanbul, Washington, e Il Cairo.
Il SETA cura la pubblicazione di Insight Turkey, rivista accademica inerente alla Turchia.

## Relazione con l'AKP e con Recep Tayyip Erdoğan
Nonostante affermi di essere indipendente, il SETA ha stretti rapporti con il governo dell'AKP guidato da Recep Tayyip Erdogan e di conseguenza ha organizzato numerosi gruppi accademici per legittimare le politiche ufficiali dell'AKP, oltre ad avere strette affiliazioni politiche ed esprimere punti di vista unilaterali. I media occidentali lo hanno etichettato più volte come "think tank dell'AKP " o "pro-governo", in riferimento al partito leader del paese di cui sostiene la posizione.
Alcuni degli attuali ed ex membri del SETA sono editorialisti per i giornali pro-AKP ed anche alti funzionari del sistema di governo presidenziale imposto da Erdoğan:
- İbrahim Kalın, fondatore e primo direttore del SETA, è ora consigliere capo del presidente turco Recep Tayyip Erdoğan e anche portavoce presidenziale dal 2014[3];
- Fahrettin Altun , ex coordinatore generale di Istanbul del SETA e vice coordinatore generale del SETA, è divenuto capo della comunicazione presidenziale ed è stato editorialista del quotidiano pro-AKP Sabah;
- Burhanettin Duran, il coordinatore generale del SETA è anche membro del Comitato presidenziale per la sicurezza e la politica estera ed è editorialista del quotidiano pro-AKP Sabah;
- Muhammet Mücahit Küçükyılmaz, ex coordinatore delle comunicazioni del SETA, è divenuto primo consigliere di Recep Tayyip Erdoğan ed è stato editorialista del quotidiano pro-AKP Sabah;
- Hatice Karahan, che ha svolto ricerche economiche per il SETA, è divenuto consigliere economico di Recep Tayyip Erdoğan ed è stato editorialista del quotidiano pro-AKP Yeni Şafak.[4]

All'inizio di luglio 2019, SETA ha pubblicato un rapporto di 202 pagine intitolato "International Media Outlets' Extensions in Turkey ("Estensioni dei media internazionali in Turchia"), provocando un acceso dibattito sia in Turchia che all'estero. Il rapporto ha fornito nominativi e background professionali di giornalisti turchi che lavorano in istituzioni come Euronews in lingua turca, la BBC turca, Deutsche Welle in turco, Voice of America, Sputnik Turchia, CRITurchia e l’Indipendent Turkish. Ha fornito esempi delle notizie che i giornalisti condividono sui social media, accusando i membri della stampa di avere un pregiudizio antigovernativo.
Associazioni e sindacati di giornalismo turche hanno condannato il rapporto, affermando che esso ha preso di mira i giornalisti. L'Unione Turca dei Giornalisti (TGS) ha dichiarato di voler presentare un esposto penale in merito al rapporto.  Un Twitter della BBc ha ffermato: "La BBC respinge anche le accuse in questo rapporto. La "lista nera" dei giornalisti è del tutto inaccettabile. È fondamentale che i giornalisti possano lavorare serenamente, senza minacce e intimidazioni e che le autorità turche si impegnino a garantire la libertà dei media."